# Transkranijalni dopler
Transkranijalni dopler (TCD) dijagnostička je pretraga kojom se mjeri frekvencija protoka krvi kroz krvne žile mozga. Korištena u dijagnozi embolije, stenoze, vazospazma u subarahnoidnog krvarenja (krvarenje iz rupturirane aneurizme), i ostalih problema, ova relativno brza i neskupa pretraga raste na popularnosti. Oprema koja se koristi za vrijeme ove pretrage postaje preonosiva, što omogućuje liječnicima da s njime putuju u bolnicu, ordinaciju, dom zdravlja, te njegovateljske domove za pokretne i nepokretne bolesnike. Često ju se koristi uz ostale dijagnostičke pretrage poput magnetske rezonancije, angiografije magnetskom rezonancom, ultrazvukom karotida i kompjuterizirane tomografije.

#### Dvije metode
Dvije metode snimanja mogu se koristiti za ovaj dijagnostički postupak. Prvi koristi prikazivanje dvodimenzionalne slike krvožilne anatomije (B-mode). Kada je željena krvna žila pronađena, moguće je mjeriti frekvenciju protoka krvi korištenjem pulsirajuće doplerske sonde, koja s vremenom prikazuje frekvenciju. Zajedno, one čine duplex test. Druga metoda snimanja koristi samo drugu funkciju sonde, oslanjajući se na izobrazbu i iskustvo liječnika u pronalasku prave krvne žile.

#### Način djelovanja
Frekvencija protoka krvi evidentira se ispuštanjem visokih zvučnih valova iz ultrazvučne sonde, koji se zatim odbijaju od raznih materijala, a zatim su zapisani od te iste sonde. Koristi se posebna frekvencija, te brzina krvi u svezi sa sondom izaziva fazni pomak, u čemu se frekvencija povećava ili smanjuje. Ova promjena frekvencije ima izravnu vezu s brzinom krvi, koja se zatim elektronički snima radi kasnije analize. U pravilu se se opseg dubina i kurova mora mjeriti radi utvrđivanja točnih frekvencija, pošto snimanje iz kuta krvne žile pridonosi umjetno smanjenoj frekvenciji.
Kosti lubanje sprječavaju propuštanje ultrazvuka, pa se radi analize koriste područja s tanjim zidovima. Iz tog razloga snimanje se provodi u temporalnom području iznad zigomatične kosti/zigomatičnog luka, kroz oči, ispod čeljusti, i sa zatiljka. Bolesnikova dob, spol, rasa i ostali faktori utječu na debljinu kostiju, čineći neke pretrage mnogo težima ili gotovo nemogućima. Većina ih se ipak može provesti radi dobivanja prihvatljivih odgovora, te se ponekad koriste alternativna područja s kojih se promatra krvna žila.
Usporedna istraživanja transkranijalnog doplera i magnetske angiografije arterija mozga pokazala su da je prva metoda pouzdanija u procjeni vaskularnog statusa arterije baze mozga. Posebno je pouzdana kod procjene zatvorenih promjena na arterijama i procjene kolateralnog krvotoka.